# Bjarne Roupé
Bjarne Roupé (12. december 1952 i Stockholm, Sverige) er en svensk guitarist og komponist.
Roupé kom frem i fusionsgruppen Egba i Stockholm og flyttede derefter til København i 1979, hvor han har boet siden.
Han dannede gruppen Alpha Centauri med bl.a. Palle Mikkelborg og Jørgen Emborg og var med i Jan Kaspersens kvartet.
Han spillede også med Palle Mikkelborgs gruppe Entrance og har været studiemusiker på adskillige plader. Fra 1985 var han med i DR Radio Big Band. Han har desuden spillet med Alex Riel, Thomas Clausen, Bo Stief, Uffe Markussen og Marilyn Mazurs grupper. 
Roupé var fra 1996 til 2012 docent i guitar på Rytmisk Musikkonservatorium og freelancer stadig som guitarist, spiller bl.a. i saxofonisten Ed Epsteins kvartet Reds. 

## Diskografi
- Alpha Centauri
- Passion Play